# 1901년 윌리엄 매킨리 대통령 취임식
윌리엄 매킨리의 두 번째 미국 대통령 취임식은 1901년 3월 4일 월요일 워싱턴 D.C.의 미국 국회의사당 동쪽 주랑 현관에서 열렸다. 이는 제29차 미국 대통령 취임식이었으며, 윌리엄 매킨리의 두 번째이자 마지막 대통령 임기와 시어도어 루스벨트의 유일한 미국의 부통령 임기가 시작되었음을 알렸다. 매킨리는 임기 시작 후 194일 만에 암살되었고, 루스벨트가 대통령직을 승계했다.
대법원장 멜빌 풀러가 취임 선서를 집행했다. 이는 20세기에 열린 첫 취임식이었다. 또한 이는 합동 대통령 취임식 위원회가 주관하고 하원과 상원이 공동으로 조직한 첫 취임식이었다.

## 사진

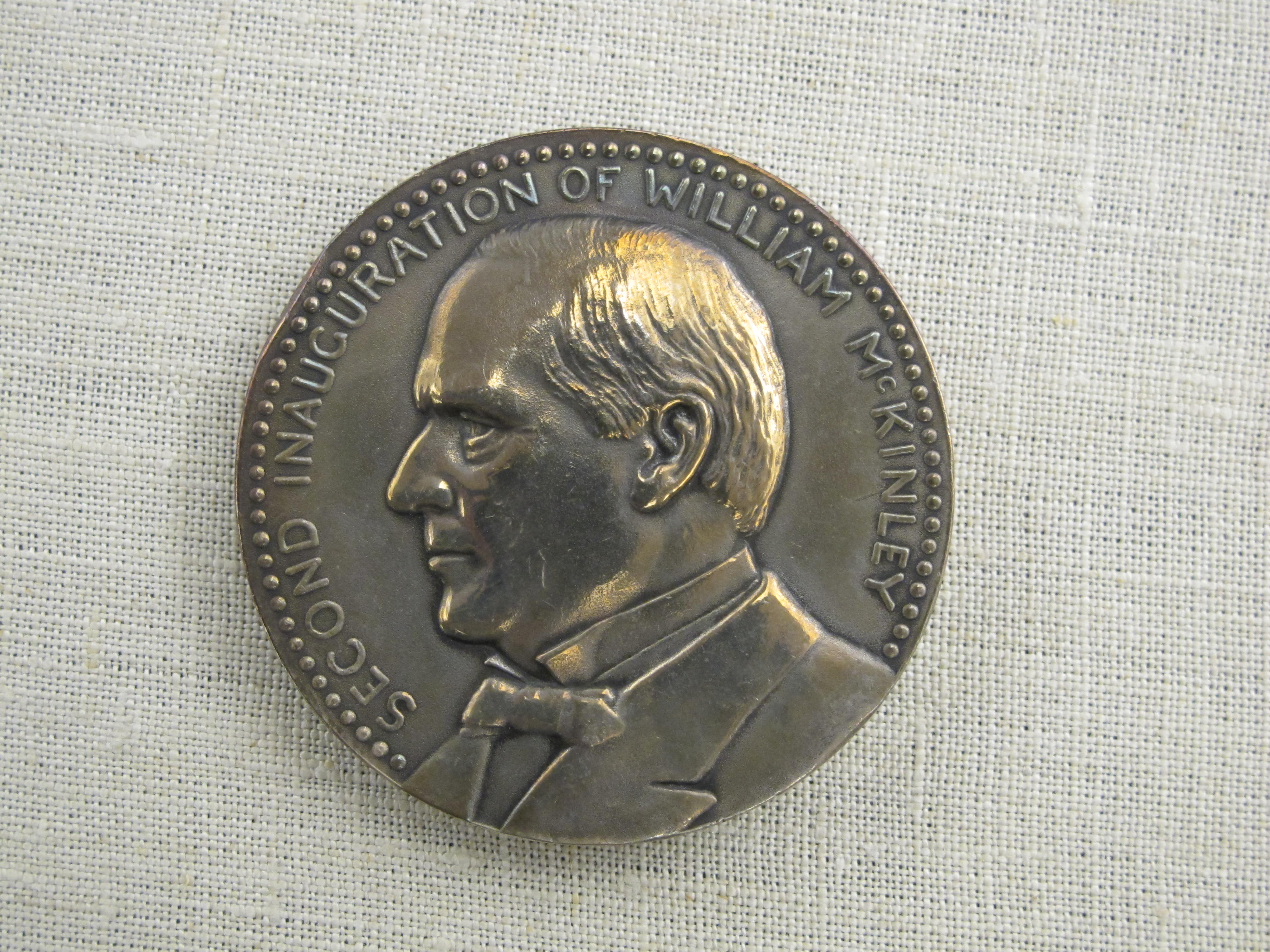
매킨리 1901년 청동 대통령 메달

## 같이 보기
- 윌리엄 매킨리 행정부
- 1897년 윌리엄 매킨리 대통령 취임식
- 1900년 미국 대통령 선거
- 매킨리 대통령 취임식 영상